# Duvebreen
De Duvebreen is een gletsjer op het eiland Nordaustlandet, dat deel uitmaakt van de Noorse eilandengroep Spitsbergen.
De gletsjer is vernoemd naar duiven.

## Geografie
De gletsjer ligt in het noordoostelijk deel van het eiland in Orvin Land. Ze komt van de Austfonna, gaat in noordwestelijke richting en mondt in het noordwesten uit in de Duvefjorden die uitkomt op de Noordelijke IJszee. De gletsjer heeft een breedte van ongeveer 2,5 kilometer en een lengte van meer dan vijf kilometer.
Op ruim elf kilometer naar het noordoosten ligt de gletsjer Schweigaardbreen en op ruim drie kilometer naar het zuidwesten ligt de gletsjer Fonndalsbreen.